# Banque centrale de la république d'Ouzbékistan
La Banque centrale de la république d'Ouzbékistan est la banque centrale de Ouzbékistan. Comme les autres banques centrales, sa mission première est de rechercher la stabilité financière du pays. Il n’est pas lié au Département du Trésor, car il s’agit d’une institution autonome.

## Histoire
Après la chute de l'Union soviétique en 1991, un certain nombre de banques ont été créées. Fonctionnant dans un contexte économique changeant, elles ont progressivement acquis de nouvelles caractéristiques et adopté des méthodes de travail modernes. Les années 1991-1992 ont marqué un tournant dans le fonctionnement du secteur bancaire. L'adoption de la loi ouzbèke relative aux banques et à l'activité bancaire a jeté les bases de la formation d'un système bancaire à deux niveaux et a donné naissance à la Banque centrale de la République, lui conférant de nouvelles fonctions. Elle a été chargée de réguler la circulation monétaire et le système de paiement, ainsi que de mettre en place une structure bancaire commerciale. Ainsi, les banques commerciales spécialisées ainsi créées devaient financer les différents secteurs de l'économie, qui ont commencé à élaborer une nouvelle stratégie de développement et à structurer leur structure interne sur la base de principes et d'exigences modernes.
En 1993-1994, la réforme du système bancaire s'est poursuivie. L'introduction de la monnaie nationale, le so'm, le 1er juillet 1994, a marqué une étape importante dans la formation d'un système bancaire indépendant et le développement de l'économie ouzbèke dans son ensemble. De fait, cela a signifié l'indépendance totale de la Banque centrale,